# جيسيكا بريلاند
جيسيكا بريلاند (بالإنجليزية: Jessica Breland)‏ مواليد 23 فبراير 1988 في نيويورك، هي لاعبة كرة سلة أمريكية. بدأت مسيرتها الاحترافية في سنة 2011. تم اختيارها من قبل فريق مينيسوتا لينكس خلال الدرافت. تلعب مع شيكاغو سكاي في دوري الاتحاد الوطني لكرة السلة النسائية. وتحمل الرقم 51.

## المسيرة الاحترافية
لعبت مع نيويورك ليبرتي في سنة 2011، ثم لعبت مع كونيتيكت صن في سنة 2011، ثم لعبت مع إنديانا فيفر في سنة 2013، ثم لعبت مع شيكاغو سكاي في سنة 2014.

## روابط خارجية
- جيسيكا بريلاند على موقع الاتحاد الوطني لكرة السلة النسائية (الإنجليزية)
- جيسيكا بريلاند على موقع كرة السلة الأوروبية.كوم (الإنجليزية)
- جيسيكا بريلاند على موقع كلية كرة السلة في سبورتس رفرنس.كوم (الإنجليزية)
- جيسيكا بريلاند على موقع بروبوليرز (الإنجليزية)
- جيسيكا بريلاند على موقع سبورتس رفرنس (الإنجليزية)